# Chaulieu
Chaulieu település Franciaországban, Manche megyében. Lakosainak száma 287 fő (2022. január 1.). Chaulieu Vire-Normandie, Saint-Christophe-de-Chaulieu és Sourdeval községekkel határos.

## Népesség
A település népességének változása:
| Lakosok száma | 324  | 280  | 278  | 279  | 300  | 302  | 295  | 307  | 312  | 287  |
|               | 1968 | 1982 | 1990 | 2006 | 2013 | 2015 | 2017 | 2019 | 2020 | 2022 |